# 福嶋久晃
福嶋 久晃（ふくしま ひさあき、1947年4月10日 - ）は、和歌山県東牟婁郡太地町出身の元プロ野球選手（捕手・内野手）・コーチ、解説者。旧名は福島 久。
長女はプロゴルファーの福嶋晃子、三女も同じくプロゴルファーの福嶋浩子。

## 経歴
PL学園高校時代に投手から捕手へ転向し、2年生エースの加藤英治とバッテリーを組む。3年次の1965年に春の選抜へ出場するも準々決勝で小坂敏彦を擁する高松商に敗退し、同年夏は府予選準決勝で福本豊のいた大鉄高に敗退。高校同期に得津高宏・長井繁夫、1学年下に加藤秀司がいる。
同年の第1回ドラフトで広島カープから8位指名を受けるも拒否し、卒業後の1966年に大昭和製紙へ入社。同年の都市対抗に出場し、準決勝で住友金属に敗退。
1966年にドラフト外で大洋ホエールズへ入団し、1年目の1967年は9月7日の巨人戦（川崎）で4回表に初出場を果たすと、10月17日のサンケイ戦（川崎）に5番・捕手で初先発出場。
2年目の1968年には二軍で藤井勇監督の指導を受けてイースタン・リーグ優勝に貢献し、3年目の1969年には打率.339でイースタン・リーグ首位打者を獲得。
1970年には伊藤勲・大橋勲に次ぐ3番手捕手として一軍に定着するが、打力を活かして一塁手、三塁手としても15試合に先発出場し、結局捕手としては1試合のみであった。4月15日のサンケイ戦（神宮）の8回表に松岡功祐の代打で藤原真から二塁打を放って初安打、5月17日の中日戦（中日）では6回表に星野仙一から左翼へ逆転決勝2点適時二塁打を放って初打点、同25日の巨人戦（川崎）の9回裏に大橋勲の代打で城之内邦雄から左越同点2ラン本塁打を放って初本塁打を記録。
1972年に名前を「久」から「久晃」に変更し、1975年には正捕手の伊藤と併用されて62試合に先発マスクを被り、リーグNo.1の盗塁阻止率を記録。同年は初の2桁となる10本塁打を放ち、以降は1980年まで6年連続で2桁本塁打をマーク。
1976年には自身唯一の100安打と自己最多の18本塁打を放ち、強打の捕手としてのポジションを確立し、オールスターゲーム初出場も果たす。同年7月23日の巨人戦（川崎）では鵜沢達雄をバッテリーを組むが、王貞治に通算700号本塁打を打たれた。
1977年には伊藤から正捕手の座を奪い、2年連続オールスター出場も果たす。同年6月1日のヤクルト戦（川崎）では間柴茂有の120km以上は出ていた速球をダイレクトに右肩に受け、負傷して退場。サイン違いであったが、ミットに掠りもせずに身体で直接受けてしまった。間柴の球は、内角寄りに構えたミットとは反対の外角にコースを取って福嶋の肩を直撃し、退場後に川崎市内の病院に直行し全治1週間と診断され、結局20試合以上を棒に振る。復帰後の8月31日の巨人戦（後楽園）では先発の三浦道男をリードするが、王にハンク・アーロンに並ぶ本塁打世界タイ記録となる通算755号を打たれる。
1978年には自身唯一の規定打席に到達し（36位、打率.249）、同年4月17日の広島戦では横浜スタジアムこけら落としのチーム第1号本塁打を北別府学から放ち、同年は4位であったものの7年ぶりのシーズン勝ち越しに貢献。川崎球場ラストイヤーとなった前年の借金17から貯金7を記録すると、1979年には横浜移転後初で8年ぶりのAクラス入りと15年ぶりの2位躍進に貢献。
1980年4月5日には開幕戦の巨人戦（横浜）で江川卓からサヨナラ安打を放ち、自己最多の122試合に出場。
1981年には4年ぶりのオールスターゲーム出場を決めたほか、8月26日の広島戦（広島市民）に6番・捕手で先発出場して1000試合出場を達成。
福嶋は土井淳監督のバッテリーコーチ時代の教え子であり、土井が現役時代に得意としていたマウンドに顔を向けたまま、矢のような送球で一塁ランナーを刺す送球や、バックホームの送球が目の前に迫ってくるまで知らぬ顔して棒立ちになり、ランナーがスピードを緩めると、いきなり捕球体制をとり、タッチアウトにする「棒立ちタッチ法」を多用していた。監督としての土井は、福嶋をあまり買っておらず、無線を使って福嶋に投手の配球の指示をする、変わった采配を始めた。福嶋を信用しない采配でチームは迷走し、1980年は4位、1981年は最下位に終わっている。
1982年からは関根潤三監督が編み出した「ベテラン三人捕手体制」で辻恭彦・加藤俊夫との併用になり、同年5月19日の巨人戦（後楽園）では2回表に江川卓から2ラン本塁打を放って100本塁打を達成。
1983年からは若菜嘉晴の加入で出場機会が減少し、1984年には一塁での起用が主となる。
捕手としての福嶋について、評論家時代の野村克也は「一生懸命やってはいるのだろうが、くるタマだけを捕っている。外野手のほうが似合いそうだという気がしてならない」「若い内に楽をしすぎましたね」と辛口の評価をしている。
1985年には広島東洋カープへ移籍し、4月13日には開幕戦の阪神戦（広島市民）で山本和行からサヨナラ安打、翌14日の開幕2戦目にも山本から安打を放つなど右の代打として活躍。9月21日の巨人戦（後楽園）に小林誠二の代打でキース・カムストックから放った二塁打が最後の安打、10月24日の中日戦（広島市民）に山根和夫の代打で起用されたのが最終出場となり、同年限りで現役を引退。
引退後は1年だけ広島二軍バッテリーコーチ補佐（1986年）を務めた。
1987年には古葉竹識が監督に就任したのを期に3年ぶりに古巣・大洋へ復帰し、一軍バッテリーコーチに就任。
1989年には1年目の谷繁元信を指導し、怪我をしないことを第一に基礎的な体力作りをさせたが、古葉と共に同年退任。
退団後は横浜市港南区港南台でフランス料理店「バレーヌ」を経営していたが、2013年に閉店。娘・晃子のキャディを務める傍ら、晃子・浩子姉妹のマネージメントを行う「インタープレイス」株式会社の代表取締役会長でもある。一時期はJ SPORTSで解説を行なっていたが、現在は活動していない。
2009年からは株式会社「エバーケア」を設立し、代表取締役に就任。
2016年にアマチュア野球指導資格を回復し、岡山県の関西高等学校でコーチを務めている。

## 詳細情報

### 年度別打撃成績
| 年 度      | 球 団      | 試 合 | 打 席 | 打 数 | 得 点 | 安 打 | 二 塁 打 | 三 塁 打 | 本 塁 打 | 塁 打 | 打 点 | 盗 塁 | 盗 塁 死 | 犠 打 | 犠 飛 | 四 球 | 敬 遠 | 死 球 | 三 振 | 併 殺 打 | 打 率 | 出 塁 率 | 長 打 率 | O P S |
| ---------- | ---------- | ----- | ----- | ----- | ----- | ----- | -------- | -------- | -------- | ----- | ----- | ----- | -------- | ----- | ----- | ----- | ----- | ----- | ----- | -------- | ----- | -------- | -------- | ----- |
| 1967       | 大洋       | 5     | 6     | 6     | 0     | 0     | 0        | 0        | 0        | 0     | 0     | 0     | 0        | 0     | 0     | 0     | 0     | 0     | 1     | 0        | .000  | .000     | .000     | .000  |
| 1968       | 大洋       | 4     | 8     | 8     | 0     | 0     | 0        | 0        | 0        | 0     | 0     | 0     | 0        | 0     | 0     | 0     | 0     | 0     | 2     | 1        | .000  | .000     | .000     | .000  |
| 1969       | 大洋       | 6     | 5     | 5     | 0     | 0     | 0        | 0        | 0        | 0     | 0     | 0     | 0        | 0     | 0     | 0     | 0     | 0     | 3     | 0        | .000  | .000     | .000     | .000  |
| 1970       | 大洋       | 66    | 105   | 99    | 4     | 20    | 2        | 0        | 2        | 28    | 11    | 0     | 0        | 0     | 1     | 4     | 0     | 1     | 23    | 5        | .202  | .238     | .283     | .521  |
| 1971       | 大洋       | 50    | 55    | 52    | 3     | 9     | 0        | 0        | 2        | 15    | 4     | 0     | 0        | 1     | 0     | 2     | 0     | 0     | 25    | 1        | .173  | .204     | .288     | .492  |
| 1972       | 大洋       | 27    | 29    | 27    | 2     | 4     | 0        | 0        | 1        | 7     | 1     | 0     | 0        | 0     | 0     | 1     | 0     | 1     | 11    | 2        | .148  | .207     | .259     | .466  |
| 1973       | 大洋       | 31    | 27    | 27    | 0     | 4     | 0        | 0        | 0        | 4     | 1     | 0     | 0        | 0     | 0     | 0     | 0     | 0     | 7     | 0        | .148  | .148     | .148     | .296  |
| 1974       | 大洋       | 65    | 133   | 128   | 10    | 27    | 1        | 0        | 4        | 40    | 11    | 1     | 1        | 1     | 0     | 4     | 0     | 0     | 18    | 4        | .211  | .235     | .313     | .547  |
| 1975       | 大洋       | 101   | 264   | 251   | 23    | 67    | 7        | 0        | 10       | 104   | 29    | 1     | 2        | 1     | 2     | 3     | 1     | 7     | 22    | 5        | .267  | .293     | .414     | .707  |
| 1976       | 大洋       | 112   | 400   | 376   | 33    | 100   | 15       | 0        | 18       | 169   | 45    | 0     | 1        | 2     | 4     | 15    | 1     | 3     | 49    | 10       | .266  | .296     | .449     | .746  |
| 1977       | 大洋       | 105   | 357   | 317   | 34    | 83    | 12       | 0        | 13       | 134   | 50    | 0     | 2        | 3     | 2     | 31    | 6     | 4     | 55    | 9        | .262  | .333     | .423     | .756  |
| 1978       | 大洋       | 118   | 418   | 373   | 41    | 93    | 18       | 3        | 15       | 162   | 46    | 1     | 1        | 6     | 1     | 34    | 8     | 4     | 53    | 12       | .249  | .318     | .434     | .752  |
| 1979       | 大洋       | 110   | 350   | 314   | 33    | 77    | 17       | 0        | 13       | 133   | 44    | 1     | 1        | 2     | 4     | 29    | 9     | 1     | 50    | 6        | .245  | .307     | .424     | .731  |
| 1980       | 大洋       | 122   | 373   | 337   | 27    | 71    | 10       | 0        | 13       | 120   | 45    | 0     | 0        | 8     | 3     | 23    | 9     | 2     | 71    | 7        | .211  | .263     | .356     | .619  |
| 1981       | 大洋       | 106   | 334   | 298   | 22    | 74    | 14       | 5        | 7        | 119   | 37    | 0     | 2        | 4     | 6     | 23    | 8     | 3     | 46    | 10       | .248  | .303     | .399     | .702  |
| 1982       | 大洋       | 75    | 153   | 142   | 8     | 28    | 3        | 1        | 6        | 51    | 23    | 0     | 0        | 0     | 4     | 6     | 0     | 1     | 21    | 9        | .197  | .229     | .359     | .588  |
| 1983       | 大洋       | 54    | 68    | 64    | 5     | 18    | 4        | 0        | 2        | 28    | 7     | 0     | 0        | 1     | 1     | 2     | 2     | 0     | 10    | 3        | .281  | .299     | .438     | .736  |
| 1984       | 大洋       | 52    | 57    | 54    | 4     | 12    | 3        | 1        | 1        | 20    | 8     | 0     | 0        | 0     | 0     | 2     | 0     | 1     | 6     | 3        | .222  | .263     | .370     | .634  |
| 1985       | 広島       | 45    | 62    | 54    | 3     | 15    | 3        | 0        | 0        | 18    | 8     | 0     | 0        | 3     | 0     | 5     | 0     | 0     | 11    | 3        | .278  | .339     | .333     | .672  |
| 通算：19年 | 通算：19年 | 1254  | 3204  | 2932  | 252   | 702   | 109      | 10       | 107      | 1152  | 370   | 4     | 10       | 32    | 28    | 184   | 44    | 28    | 484   | 90       | .239  | .288     | .393     | .681  |

### 年度別守備成績
| 年 度 | 球 団 | 捕手  | 捕手     | 捕手     | 捕手     | 捕手     | 捕手 |
| 年 度 | 球 団 | 試 合 | 企 図 数 | 許 盗 塁 | 盗 塁 刺 | 阻 止 率 |      |
| ----- | ----- | ----- | -------- | -------- | -------- | -------- | ---- |
| 1970  | 大洋  | 5     |          | 2        | 2        | .500     |      |
| 1971  | 大洋  | 18    |          | 7        | 1        | .125     |      |
| 1972  | 大洋  | 9     |          | 2        | 2        | .500     |      |
| 1973  | 大洋  | 17    |          | 2        | 5        | .714     |      |
| 1974  | 大洋  | 53    |          | 17       | 14       | .452     |      |
| 1975  | 大洋  | 68    |          | 21       | 26       | .553     |      |
| 1976  | 大洋  | 109   |          | 52       | 48       | .480     |      |
| 1977  | 大洋  | 94    |          | 52       | 34       | .395     |      |
| 1978  | 大洋  | 117   |          | 48       | 50       | .510     |      |
| 1979  | 大洋  | 107   |          | 55       | 24       | .304     |      |
| 1980  | 大洋  | 120   |          | 83       | 49       | .371     |      |
| 1981  | 大洋  | 101   |          | 64       | 38       | .373     |      |
| 1982  | 大洋  | 50    |          | 22       | 10       | .313     |      |
| 1985  | 広島  | 2     |          | 0        | 0        | .000     |      |
| 通算  | 通算  | 870   |          | 4271     | 303      | .415     |      |

### 記録
初記録
- 初出場：1967年9月7日、対読売ジャイアンツ22回戦（川崎球場）、4回表に捕手で出場
- 初先発出場：1967年10月17日、対サンケイアトムズ28回戦（川崎球場）、5番・捕手で先発出場
- 初安打：1970年4月15日、対サンケイアトムズ2回戦（明治神宮野球場）、8回表に松岡功祐の代打で出場、藤原真から二塁打
- 初打点：1970年5月17日、対中日ドラゴンズ4回戦（中日スタヂアム）、6回表に星野仙一から左翼へ逆転決勝2点適時二塁打
- 初本塁打：1970年5月25日、対読売ジャイアンツ7回戦（川崎球場）、9回裏に大橋勲の代打で出場、城之内邦雄から左越同点2ラン

節目の記録
- 1000試合出場：1981年8月26日、対広島東洋カープ14回戦（広島市民球場）、6番・捕手で先発出場　※史上225人目
- 100本塁打：1982年5月19日、対読売ジャイアンツ5回戦（後楽園球場）、2回表に江川卓から2ラン　※史上120人目

その他の記録
- オールスターゲーム出場：3回 （1976年、1977年、1981年）

### 背番号
- 56 （1967年 - 1969年）
- 10 （1970年 - 1985年）
- 85 （1986年）
- 87 （1987年 - 1989年）

### 登録名
- 福島 久 （ふくしま ひさし、1967年 - 1972年）
- 福嶋 久晃 （ふくしま ひさあき、1973年 - 1989年）